# Пенелей
Пенелей (др.-греч. Πηνέλεως) — персонаж древнегреческой мифологии из Беотии. Впервые упомянут в «Илиаде» Гомера в качестве одного из военачальников беотийцев во время Троянской войны, который совершил несколько подвигов при убийстве Илионея и Ликона. Один из воинов, который проник в Трою в троянском коне. Во время штурма города был убит. Пенелея считали родоначальником династии фиванских царей.

## Происхождение. До Троянской войны
Диодор Сицилийский возводит происхождение Пенелея к Беоту — эпониму беотийцев. Согласно данному автору Пенелей был сыном Гиппалкима, внуком Итона и правнуком Беота. Псевдо-Гигин назвал Пенелея сыном Гиппалка и Астеропы, Плутарх — Гиппалка, а Псевдо-Аполлодор — Гиппалма.
Согласно Псевдо-Аполлодору Пенелей присоединился к Ясону и другим героям, которые отправились на корабле «Арго» в Колхиду за золотым руном. Пенелей был одним из нескольких десятков женихов Елены. Приёмный отец невесты спартанский царь Тиндарей оказался перед сложным выбором. Из множества знаменитых воинов, царей, сыновей богов он мог получить одного друга, ставшего мужем Елены, и несколько десятков рассерженных врагов. По совету Одиссея Тиндарей обязал всех женихов дать клятву признать будущего мужа Елены и, что главное, прийти ему на помощь в случае опасности и обиды. В итоге супругом Елены стал Менелай, но Пенелей оказался связанным на всю жизнь данной Тиндарею клятвой. Когда через десять лет троянский царевич Парис при содействии Афродиты похитил Елену, Пенелей со своим войском был вынужден влиться в армию ахейцев, отправившуюся к стенам Трои.
Плутарх упоминает Пенелея в контексте вооружённого конфликта между ахейцами и Пемандром, который отказался участвовать в Троянской войне. Пенелей вместе с Ахиллом и Тлеполемом помог своему родственнику Пемандру, провёл обряд очищения за случайное убийство сына, за что получил священный надел около беотийской Танагры.
В различных античных источниках детьми Пенелея названы Офелт — отец фиванского царя Дамасихтона, а также Анактория. Потомками Пенелея названы Панел и один из основателей Приены Филот.

## Троянская война
Впервые упомянут в «Илиаде» Гомера в числе пяти воевод беотийцев, которые на пятидесяти кораблях отправились к Трое. В другой вариации мифа Пенелей привёл под Трою двенадцать кораблей. Согласно Павсанию он возглавил войско фиванцев после гибели царя Терсандра в самом начале войны, так как сын последнего Тисамен был на тот момент малолетним.
В XIV песне описано убийство Пенелеем троянского воина Илионея: «Пикой его Пенелей поразил в основание ока, / Вышиб зрачок; проколовшая пика и око и череп / Вышла сквозь тыл …», в XVI — Ликона, а в XVII — ранение во время отступления Полидамантом. Впоследствии гомеровский стиль описания смерти Илионея от руки Пенелея использовал Геродот. Историк сходным образом изобразил смерть персидского военачальника Масистия во время битвы при Платеях 479 года до н. э.
Сидел в троянском коне. Согласно Вергилию в ночь взятия Трои убил Кореба. Сам Пенелей был убит во время штурма, либо, согласно Диктису Критскому, в самом конце войны до взятия Трои, Еврипилом.